# Петрова, Фаина Сергеевна
Фаи́на Серге́евна Петро́ва (1 [13] января 1896 — 4 апреля 1975, Москва) — советская певица (контральто) и педагог. Заслуженная артистка РСФСР (1937), профессор.

## Биография
Родилась 1 (13) января 1896 года в деревне Симбилей Дальнеконстантиновского района Горьковской области.
В 1914 году окончила Московскую консерваторию по классу фортепиано у Александра Борисовича Гольденвейзера и по классу пения у Варвары Михайловны Зарудной.
В 1918—1928 и 1933—1949 годах — солистка Большого театра. Одновременно в 1919—1922 годах пела в Оперной студии Большого театра под руководством К. С. Станиславского.
В период с 1926 по 1928 год и с 1945 года преподавала в Московской консерватории (с 1945 года также была профессором вокального факультета).
В 1928—1933 годах гастролировала по различным зарубежным странам. В 1928 году выступила во Франции, в 1929—1933 пела в театре «Метрополитен-опера» (США), гастролировала в городах Америки, Канады и европейских стран. Зарубежные рецензии отмечали «незаурядные вокальные данные певицы, чувство стиля и культуру пения, актёрскую выучку от самого Станиславского».
Впервые спела в Большом зале Ленинградской филармонии (ныне Санкт-Петербургская филармония) в ноябре 1939 года сначала в сборной программе. Среди участников этой программы были солисты Александр Иосифович Батурин и Николай Константинович Печковский, скрипачка Елизавета Григорьевна Гилельс, пианист Яков Владимирович Флиер. На следующий день Ф. С. Петрова выступила с Заслуженным коллективом, солируя в премьерном исполнении кантаты Юрия Александровича Шапорина «На поле Куликовом», дирижёр оркестра — Александр Васильевич Гаук. Под его управлением состоялись и другие выступления Фаины Петровой в Большом зале.
В мае 1940 года на гастролях Государственного оркестра СССР пела с солистами Большого театра в кантате Ю. А. Шапорина и в оратории Георга Фридриха Генделя «Самсон». 14 и 15 апреля 1946 года «Самсон» прозвучал уже с заслуженным коллективом. Для участия в исполнении оратории А. В. Гаук пригласил Фаину Петрову. Это стало последним появлением певицы в Ленинградской филармонии. Вскоре она оставит и оперную сцену, посвятив себя преподаванию в Московской консерватории, где с 1945-го занимала должность профессора вокального факультета.
В 1952—1953 годах — заведующая кафедрой сольного пения. Среди её учеников можно отметить Лидию Ивановну Галушкину, Нину Сергеевну Исакову.
Фаина Петрова обладала «сильным сочным голосом грудного тембра». Голос певицы — глубокое меццо-сопрано, близкое к контральто. Исполняла партии героического плана, а в более зрелом возрасте и характерные. Среди них — Кончаковна; Паж («Саломея» Рихарда Штрауса), Княгиня («Русалка»), Лель; Ольга и Няня («Евгений Онегин» Петра Ильича Чайковского), Любовь («Мазепа» Петра Ильича Чайковского), Ратмир, Ганна; Федор («Борис Годунов»), Азучена, Кармен, Амнерис. В последние годы работы — Графиня («Пиковая дама» Петра Ильича Чайковского), Бабариха, Свояченица.
Скончалась 4 апреля 1975 года в Москве.

## Награды и звания
- Заслуженная артистка РСФСР (02.06.1937)
- Орден «Знак Почёта» (02.06.1937) — за выдающиеся заслуги в деле развития оперного и балетного искусства